# Giulio Agricola (metropolitana di Roma)
Giulio Agricola è una stazione della linea A della metropolitana di Roma.

## Storia
La stazione fu costruita come parte della prima tratta da Anagnina a Ottaviano della linea A della metropolitana di Roma, entrata in servizio il 16 febbraio 1980.
Dal 14 Agosto 2025 Giulio Agricola diventa Giulio Agricola Parco degli Acquedotti.

## Servizi
- Biglietteria automatica

## Interscambi
- Fermata autobus ATAC